# O20 (潜水艦)
O20（オランダ語: Hr. Ms. O 20）はオランダ海軍の潜水艦。O19級。

## 艦歴
1936年6月15日、K XXとして起工される。ある時点でO 20と改名され、1939年1月31日に進水、同年8月28日に就役。
1939年10月、潜水艦O15およびスループ「ファン・キンスベルゲン」とともにオランダ本国から西インド諸島へと向かう。キュラソー島に到着後O15はそこにとどまったが、O20はパナマ運河を通ってオランダ領東インドへ向かった。
1941年12月7日、大日本帝国軍の真珠湾攻撃とマレー半島上陸戦により第二次世界大戦が太平洋に飛び火する。O 20はシンガポール潜水艦基地に配属され、イギリス東洋艦隊の指揮下に入る。
12月14日、南シナ海哨戒の命を受けシンガポールを出撃。12月19日0700、2隻の駆逐艦に護衛された輸送艦2隻を発見。数時間後、新たに駆逐艦1隻が輸送船団の護衛に加わった。この3隻は日本海軍の夕霧、綾波、浦波であった。1100、コタバルの北北東10海里で日本の軽巡洋艦川内から発進した九四式水上偵察機が潜航中のO 20を発見し60kg爆弾2発を投下しO 20の位置情報を発信した。爆弾による損害は無かったが、続いて駆逐艦3隻による爆雷攻撃を受けて聴音機が破壊された他、軽微な損傷を受けた。逃走のため艦長は全速航行を令したが、海底の泥濘にはまる羽目に陥り、離脱するために空気タンクを吹き飛ばした。しかし水泡の発生により位置を自ら暴露してしまった。
日没後O 20は浮上したが、浸水によって艦のトリムバランスが崩れ、スクリューが海面から露出してしまいスピードを出すことが出来なかった。やがて現場に残っていた浦波に発見され、サーチライトの照射を受けて砲撃が始まった。O 20は機関銃で応戦しつつ左舷から魚雷を発射しようとしたが、高速航行で発生した振動で誤作動が起き、魚雷は両舷から発射された。しかしそのどちらも命中しなかった。被害が拡大し逃走できないと判断した艦長は、自沈を決断し総員上甲板を下令した。メインバラストタンクに注水し全速で走っていたO 20はそのまま沈没した。自沈ではなく潜水したと勘違いした浦波は、脱出した乗員が漂う海を乗り越えて沈没地点に移動し、さらに爆雷を投下した。大部分の乗員は脱出したが、機関室で勤務していた6人は死亡した。機関室の乗組員に対して退避命令の伝達が遅れた可能性が示唆された。
翌日浦波により32名が救助されたが、艦長スニッペ少佐はその中にはいなかった。

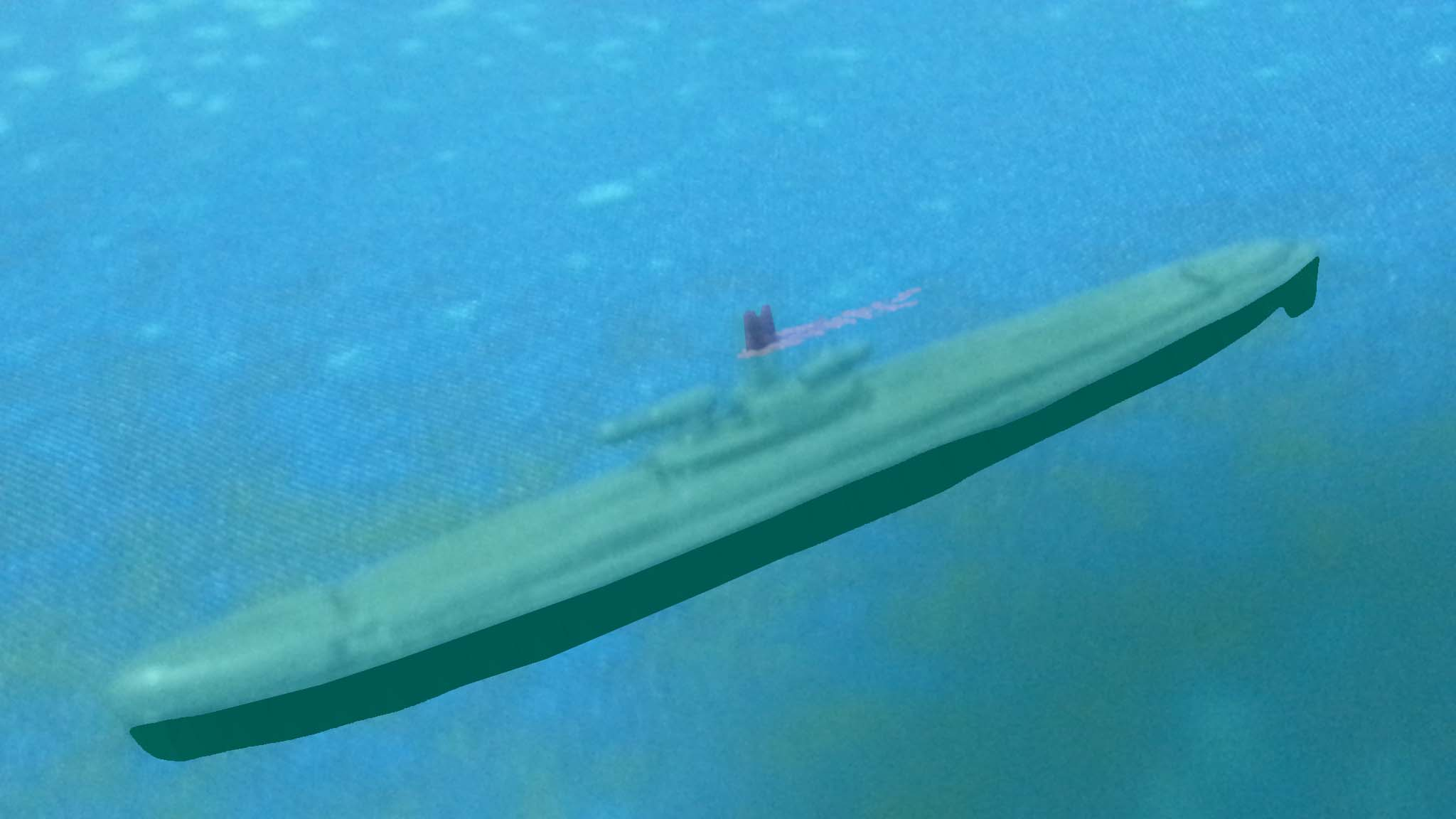
キャプション1
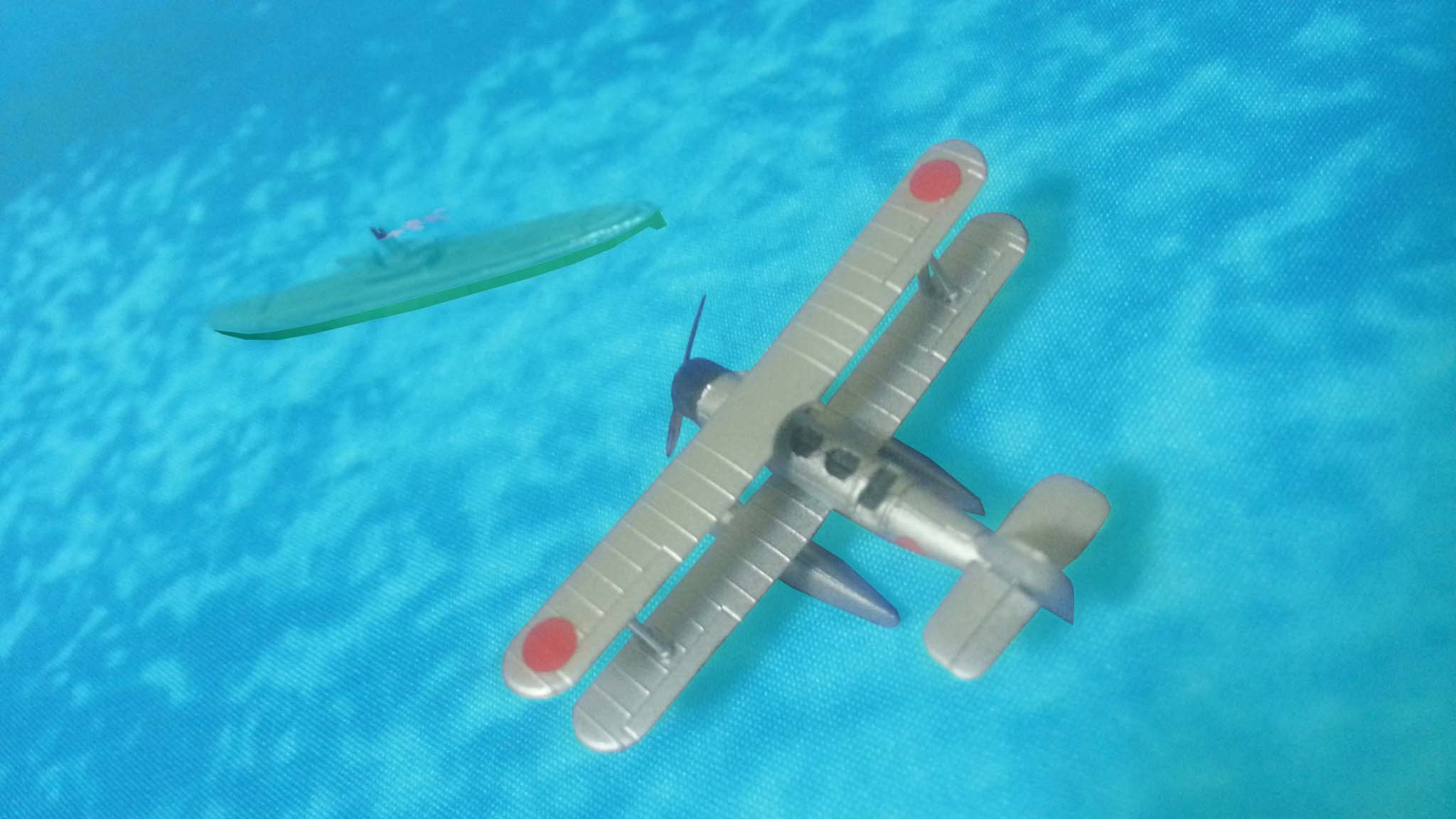
キャプション2
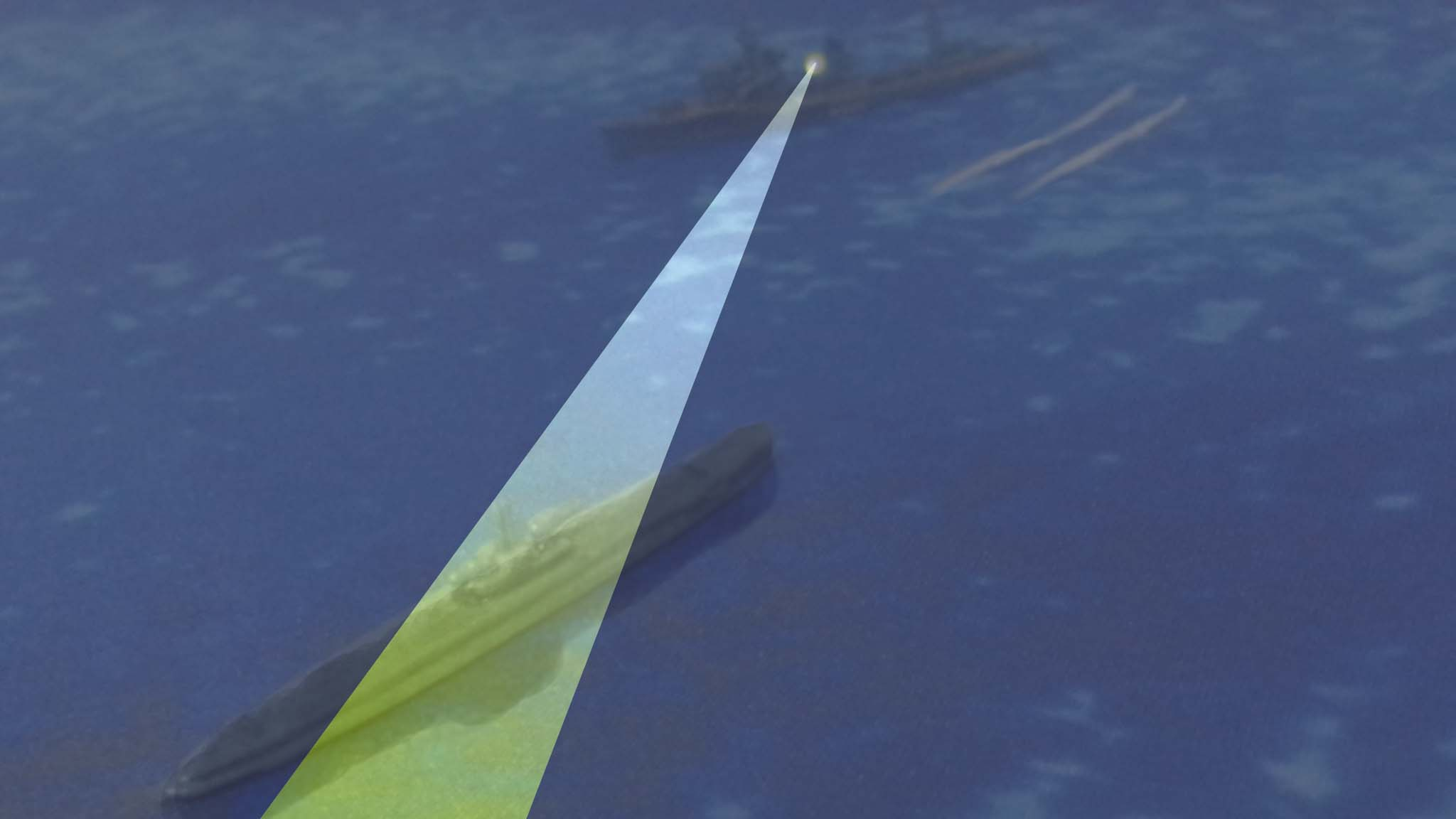
キャプション3